# Casa Venier

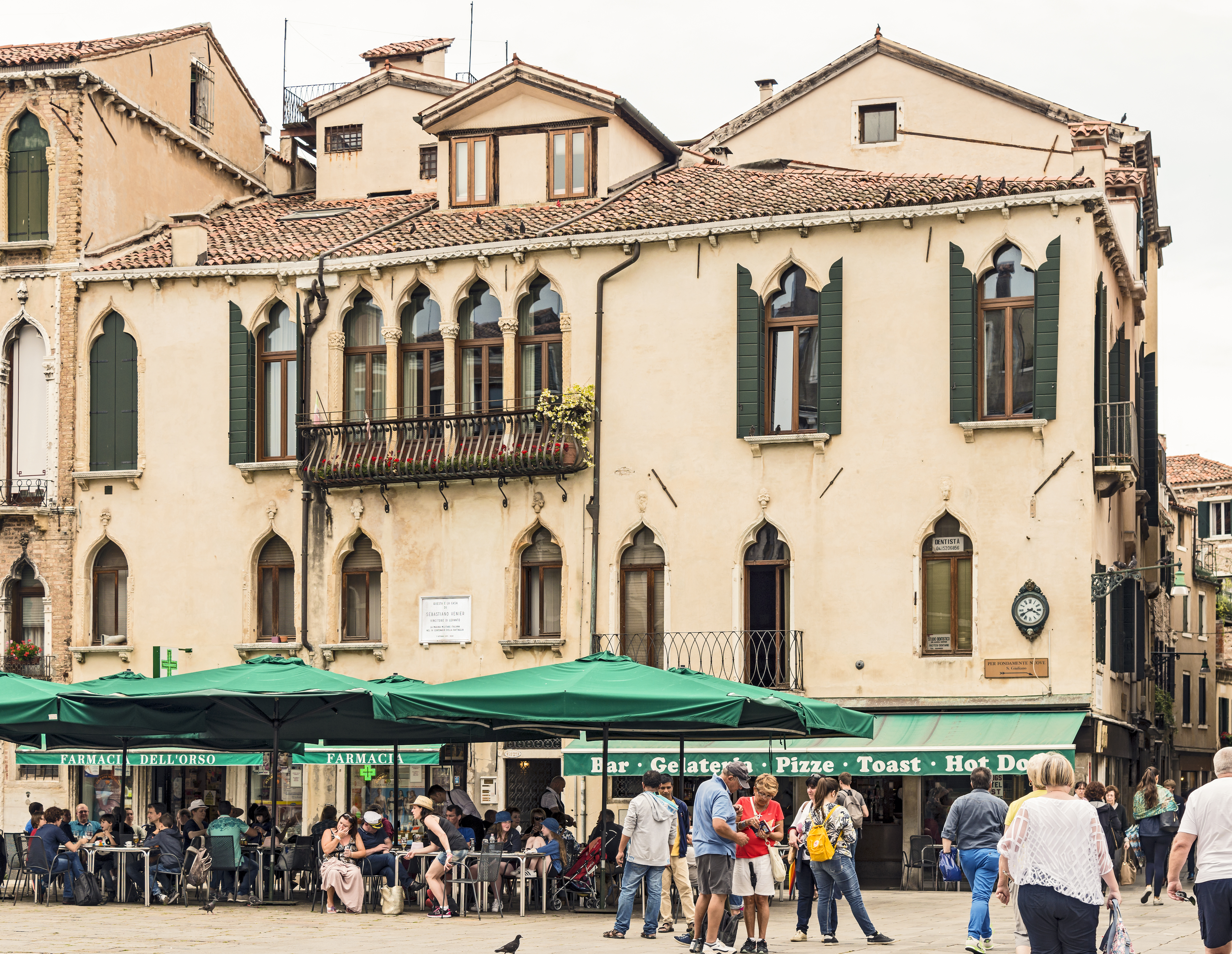
Casa Venier

Casa Venier ist ein Palast in Venedig in der italienischen Region Venetien. Er liegt im Sestiere Castello auf der Nordseite des Campo Santa Maria Formosa, zwischen den Palazzi Donà und dem Palazzo Vitturi.

## Geschichte
Der Palast wurde im 15. Jahrhundert in venezianischer Gotik erbaut, er ist jedoch nicht für eine besondere architektonische Relevanz bekannt, vielmehr als Wohnhaus des Dogen Sebastiano Venier, einem bereits großartigen Feldherrn, der 1571 in der Schlacht von Lepanto den Sieg davontrug.

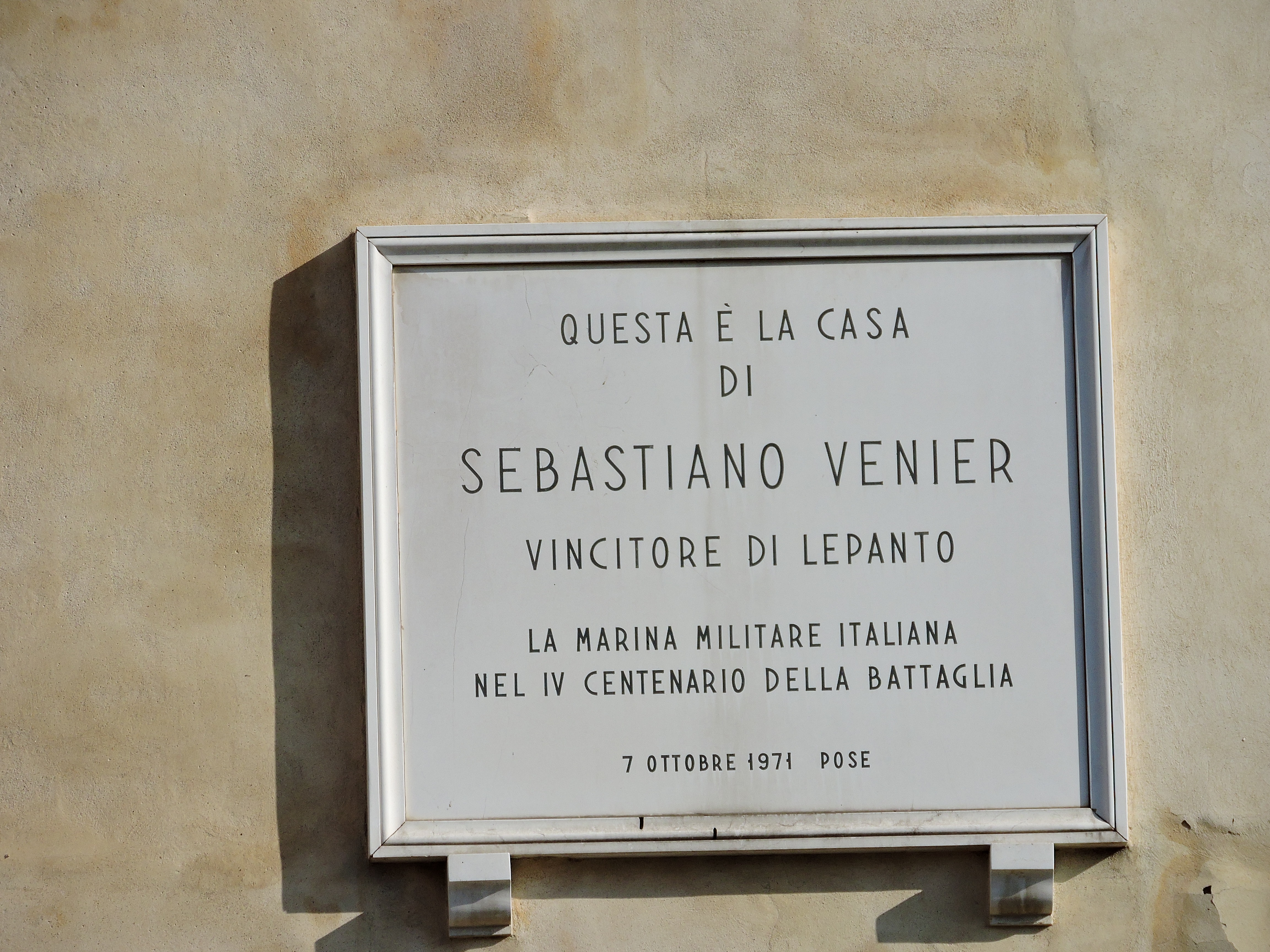
Eine Inschrift weist auf den Dogen Sebastiano Venier hin, den Sieger in der Seeschlacht von Lepanto (1571)

1971 wurde an der Fassade eine Steintafel angebracht, die an die illustre Persönlichkeit erinnert, die hier wohnte:

„Questa è la casa di/ Sebastiano Venier/ vincitore di Lepanto/ la Marina Militare Italiana nel IV centenario della battaglia/ 7 ottobre 1971 pose“. (dt.: „Dies ist das Haus von Sebastiano Venier, Sieger von Lepanto. Die italienische Marine, zur 4. Hundertjahrfeier der Schlacht, am 7. Oktober 1971 angebracht.“)

## Beschreibung
Die Fassade des kleinen, typisch gotischen Palastes erstreckt sich über drei Stockwerke. Ein einzigartiges Element von besonderem Wert ist ein Vierfachfenster mit Dreipässen im zweiten Obergeschoss, dessen Besonderheit in der Verwendung von Tuff liegt.
Das Erdgeschoss des Gebäudes wurde umgebaut, um Geschäfte aufzunehmen.